# درابا برکی
درابا برکی (نام علمی: Draba burkei) نام یک گونه از تیره شب‌بویان است.